# Гайдук Олег Васильович
Олег Васильович Гайдук (нар. 17 серпня 1965, Київ, Українська РСР) — український зв'язківець, державний службовець, підприємець. Голова Правління ВАТ «Укртелеком» (до 2003), голова Національної комісії регулювання зв'язку України (2005—2007), голова Ради з інформаційної та кібербезпеки України, утвореної Меморандумом РНБО, Мінцифри та Держспецзв'язку України. Почесний зв'язківець України. Має I ранг державного службовця. Заступник Міністра оборони України з питань цифрового розвитку, цифрових трансформацій і цифровізації (з 30 грудня 2021).

## Освіта
- Київський університет ім. Шевченка за спеціальністю хімія природних сполук (1982—1989)
- Національна академія зв'язку ім. Попова за спеціальністю телекомунікації (2003)
- Навчався у Федеральному агентстві з надзвичайних ситуацій США за тематикою державного управління у надзвичайних ситуаціях (1994—1995)

## Кар'єра
- 1983—1985 — строкова служба в армії СРСР.
- 1989—1992 — інженер Інституту колоїдної хімії та хімії води АН України.
- 1991—1994 — експерт, консультант Комісії Верховної Ради України з питань Чорнобильської катастрофи.
- 1992—1993 — провідний спеціаліст Мінчорнобиля України.
- 1993—1996 — головний спеціаліст, завідувач сектору, заступник завідувача Відділу Кабінету Міністрів України. Створював Урядову інформаційно-аналітичну систему з питань надзвичайних ситуацій, брав участь у створенні Сейсмічної служби України, Страхового фонду документації України та МНС України.
- 1996—2000 — заступник Міністра України з питань надзвичайних ситуацій та у справах захисту населення від наслідків Чорнобильської катастрофи. Створював систему зв'язку і управління у надзвичайних ситуаціях, інформаційно-аналітичний та кризовий центри МНС, брав участь у створенні оперативно-рятувальної служби Міністерства, був ініціатором участі України у міжнародних рятувальних операціях під егідою ООН та НАТО.
- 2000—2003 — заступник Генерального директора, Генеральний директор, Голова Правління ВАТ «Укртелеком».
- 2004 — Заступник Міністра економіки та з питань європейської інтеграції України. Відповідав за інформаційно-аналітичне та наукове забезпечення діяльності міністерства, брав участь у розробленні і прийнятті багатьох законодавчих та підзаконних актів.
- 2005—2007 — Голова Національної комісії регулювання зв'язку України.
- 2008—2013 — займався консультуванням у галузі зв'язку, телекомунікацій та надзвичайних ситуацій, підприємництвом у сфері енергоощадження і енергоефективності.
- 2013—2014 Директор з інформатизації та аналізу НАЕК «Енергоатом».
- 2014—2016 займався консультуванням та підприємництвом у галузі телекомунікацій та програмного забезпечення.
- 2017—2018 Директор з новітніх технологій компанії МКМ Сервіс.
- з 2019 — директор компанії Трайбекс, оператора української захищеної операційної системи «Січ».
- з 2020 — старший викладач Кафедри інформаційних технологій та кібербезпеки Київського національного торговельно-економічного універсистету.
- З 31 грудня 2021 до 14 лютого 2023 року[1] — заступник міністра оборони України Олексія Резнікова з питань цифрового розвитку, цифрових трансформацій і цифровізації. Замінив на цій посаді Юлія Гере[2][3].

## Громадська діяльність
- 2013—2014 — голова комісії «Конвергенція. Інтернет. Широкосмуговий доступ» та член президії Громадської ради при НКРЗІ;
- з 2015 — заступник Голови Комітету з електронних комунікацій ТПП України.
- з 2019 — заступник Голови Громадської ради Держспецзв'язку.
- з 2019 — перший заступник Голови Громадської спілки КіберКовчег.
- з 2020 — учасник Громадської ради Мінцифри.
- з 2021 — голова Ради з інформаційної та кібербезпеки України, утвореної Меморандумом РНБО, Мінцифри та Держспецзв'язку України

## Відзнаки
- Почесна грамота Верховної ради,
- відомчі та церковні нагороди,
- Почесний зв'язківець України